# Liễu Ẩn
Liễu Ẩn (tiếng Trung: 柳隱; bính âm: Liu Yin; 190 - 269), tự Hưu Nhiên (休然), là tướng lĩnh nhà Quý Hán và Tây Tấn thời Tam Quốc trong lịch sử Trung Quốc.

## Cuộc đời
Liễu Ẩn quê ở huyện Thành Đô, quận Thục, Ích Châu, tính cách chính trực, tu dưỡng đạo đức, giao thiệp rộng rãi, am hiểu chính trị. Thời trẻ, Ẩn cùng đồng hương Đỗ Trinh, Liễu Phù nổi danh.
Liễu Ẩn từng làm Nha môn tướng, chuyển sang làm chức thái thú Ba quận, sau về Thành Đô giữ chức Kỵ đô úy. Ẩn nhiều lần theo Đại tướng quân Khương Duy bắc phạt. Trong chiến trận, Liễu Ẩn thường bày mưu thiết kế, tùy cơ ứng biến, anh dũng xông pha trận mạc, dũng lược tam quân.
Năm 258, Đại tướng quân Khương Duy thay đổi hệ thống phòng thủ Hán Trung, cắt cử Hồ Tế giữ Hán Thọ, Vương Hàm giữ Lạc Thành, Tưởng Bân giữ Hán Thành. Liễu Ẩn giữ chức Hoàng Kim đốc, giữ thành Hoàng Kim.
Năm 263, quân Ngụy tấn công, Chung Hội phá được Dương Bình, Hán Trung thất thủ, chỉ còn Liễu Ẩn giữ Hoàng Kim, Vương Hàm giữ Lạc Thành, Tưởng Bân giữ Hán Thành vẫn tiếp tục cố thủ, phân tán lực lượng quân Ngụy.
Chung Hội không hạ được ba thành, phái Lý Phụ bao vây Lạc Thành, Tuân Khải bao vây Hán Thành, tiếp tục tấn công Hoàng Kim, Kiếm Các nhưng đều không thành công.
Cuối năm, Đặng Ngải men lối Âm Bình đánh lén, Hậu chủ đầu hàng, cho người gửi hịch đến các nơi. Liễu Ẩn biết tin, đành mở thành đầu hàng. Tư Mã Chiêu nghe được chuyện này, tán thưởng lòng trung của Ẩn.
Năm 264, Liễu Ẩn bị giải ra Lạc Dương, được Tư Mã Viêm phong làm thái thú Hà Tây. Ẩn ở nhiệm sở ba năm, lấy cớ tuổi già xin từ chức, hồi hương dưỡng lão. Năm 269, Liễu Ẩn qua đời, thọ 80 tuổi.

## Gia đình
- Con cái:
  - Liễu Sung (柳充), quan đến chức huyện lệnh Liên Đạo.
  - Liễu Sơ (柳初), được cử tú tài.

## Trong văn hóa
Liễu Ẩn không xuất hiện trong tiểu thuyết Tam quốc diễn nghĩa của La Quán Trung.